# Gehyra marginata
Gehyra marginata är en ödleart som beskrevs av  George Albert Boulenger 1887. Gehyra marginata ingår i släktet Gehyra och familjen geckoödlor. Inga underarter finns listade i Catalogue of Life.